# Goryphus bicuneatus
Goryphus bicuneatus är en stekelart som beskrevs av Henry Keith Townes, Jr. 1973. Goryphus bicuneatus ingår i släktet Goryphus och familjen brokparasitsteklar. Inga underarter finns listade i Catalogue of Life.